# Africa Speaks
Africa Speaks é o vigésimo quinto álbum de estúdio da banda estadunidense de rock Santana, lançado em 7 de junho de 2019 pela Concord Records e pela Suretone Records.
O álbum foi produzido durante uma sessão de 10 dias por Rick Rubin no Shangri La Studios em Malibu, durante a qual eles gravaram 49 músicas. Rubin e Carlos Santana usaram uma banda de oito membros (que incluía a esposa de Santana, Cindy Blackman Santana, na bateria).
O primeiro single do álbum, "Breaking Down the Door", foi lançado em 19 de abril de 2019. Em janeiro de 2019, Santana lançou o EP In Search of Mona Lisa, que serviu como um preâmbulo para o álbum. Africa Speaks estreou na terceira colocação da Billboard 200 dos EUA.

## Conceito
Africa Speaks é inspirado pela música do continente africano e tem sido chamado de uma "fusão única de rock, música latina e jazz". Muitas das faixas do álbum foram gravadas em uma tomada só. O álbum conta com os vocais da cantora espanhola Buika.
Em janeiro de 2019, Carlos Santana conversou com a Rolling Stone sobre sua nova música, explicando como disse a Rubin: "Sei que você trabalhou com todo mundo como o Johnny Cash, os Chili Peppers e o Metallica". E ele disse: "Bem, o que você está interessado em fazer? Eu disse: "Nada além de música africana". Então, dá pra acreditar? Gravamos 49 músicas em 10 dias. Ele foi muito gentil, porque era como um furacão gravar seis, sete músicas em um dia. Rick disse: 'Com o Clive Davis, você teve um monte de convidados e cantores especiais. Quem você quer aqui? Eu disse: "Eu só quero duas mulheres: Laura Mvula e Buika". E ele disse: 'OK'. Então ligamos para elas e elas disseram sim. "

## Turnê
O Santana estava programado para ser atração principal em agosto de 2019 no Woodstock 50 antes do festival ser cancelado. A banda saiu em turnê de divulgação do álbum em abril de 2019.

## Faixas
| N.º            | Título                                       | Compositor(es)                                                                  | Duração |  |
| 1.             | "Africa Speaks" (A África Fala)              | Carlos Santana, David Axelrod, Buika                                            | 4:47    |  |
| 2.             | "Batonga"                                    | Carlos Santana & Buika                                                          | 5:43    |  |
| 3.             | "Oye Este Mi Canto" (Ouça Este Meu Canto)    | Carlos Santana, Buika, John Ademola Haastrup                                    | 5:58    |  |
| 4.             | "Yo Me Lo Merezco" (Eu Me Mereço)            | Carlos Santana, Buika, Jay U Xperience, Stoneface, Drago                        | 6:12    |  |
| 5.             | "Blue Skies" (Céus Azuis)                    | Carlos Santana, Buika, Laura Mvula, Mike Odumosu                                | 9:08    |  |
| 6.             | "Paraísos Quemados" (Paraísos Queimados)     | Carlos Santana, Buika, Mohammed Jabry                                           | 5:59    |  |
| 7.             | "Breaking Down the Door" (Quebrando a Porta) | Carlos Santana, Manu Chao, Buika, Drew Gonsalves, Ivan Duran and Rafael de Leon | 4:30    |  |
| 8.             | "Los Invisibles" (Os Invisíveis)             | Carlos Santana, Buika, Rachid Taha, Steve Hillage                               | 5:54    |  |
| 9.             | "Luna Hechicera" (Lua Feiticeira)            | Carlos Santana, Buika, Ismaël Lô                                                | 4:47    |  |
| 10.            | "Bambele"                                    | Carlos Santana, Buika, Philipp Kullmann, Bojan Vuletic, Michael Timo Ehnes      | 5:51    |  |
| 11.            | "Candombe Cumbele"                           | Carlos Santana, Buika, Easy Kabaka Brown                                        | 5:36    |  |
| Duração total: | Duração total:                               | Duração total:                                                                  | 64:25   |  |

| Faixas bônus exclusivas da Target |                                                        |         |  |
| N.º                               | Título                                                 | Duração |  |
| 12.                               | "Mientras Tanto" (Entretanto)                          | 5:57    |  |
| 13.                               | "Dios Bendiga Tu Interior" (Deus Bendiga Seu Interior) | 5:19    |  |
| Duração total:                    | Duração total:                                         | 75:41   |  |

| Críticas profissionais | Críticas profissionais |
| Pontuações agregadas   | Pontuações agregadas   |
| Fonte                  | Avaliação              |
| ---------------------- | ---------------------- |
| Metacritic             | 87/100                 |
| Avaliações da crítica  |                        |
| Fonte                  | Avaliação              |
| AllMusic               | [ 9 ]                  |
| Glide                  | [ 10 ]                 |
| Mojo                   | [ 11 ]                 |
| Rolling Stone          | [ 12 ]                 |

## Créditos
- Buika — vocal principal
- Laura Mvula — vocais adicionais em "Blue Skies"
- Andy Vargas — vocais de apoio
- Carlos Santana[13] — guitarras, percussão e vocais de apoio
- Tommy Anthony — guitarras, GPS musical
- Benny Rietveld — baixo
- David K. Mathews — órgão e teclados hammond B3
- Salvador Santana — teclados em "Breaking Down the Door"
- Cindy Blackman Santana — bateria
- Karl Perazzo — timbales, congas e percussão
- Ray Greene — trombone e vocais de apoio

### Pessoal técnico
- Produzido por Rick Rubin
- Produção executiva, concepção, arranjo e direção musical de Carlos Santana
- Mixado por Dana Nielsen
- Gravado por Greg Fidelman, Dana Nielsen e Rob Bisel
- Assistência de Sara Lynn Killion, Dylan Neustadter & Tyler Beans
- Engenharia adicional por Jim Reitzel
- Masterizado por Stephen Marcussen
- Coordenação de produção de Dave Hanych e Eric Lynn
- Assistentes de produção: Colin Willard, Jeremy Hatcher, Garry Purchit, Gabriel Smith, Chloe Poswillo e Ethan Schneiderman
- Arte por Rudy Gutierrez
- Arte gráfica por Heather Griffin-Vine

## Paradas
| Parada (2019)                         | Maior posição |
| ------------------------------------- | ------------- |
| Australian Albums (ARIA)              | 55            |
| Áustria (Ö3 Austria Top 40)           | 9             |
| Bélgica (Ultratop Flandres)           | 50            |
| Bélgica (Ultratop Valônia)            | 23            |
| Canadá (Billboard)                    | 12            |
| República Tcheca (ČNS IFPI)           | 49            |
| Países Baixos (Dutch Charts)          | 63            |
| French Albums (SNEP)                  | 50            |
| Alemanha (Offizielle Deutsche Charts) | 6             |
| Hungria (MAHASZ)                      | 18            |
| Italian Albums (FIMI)                 | 32            |
| Japão (Oricon)                        | 47            |
| Polónia (ZPAV)                        | 25            |
| Escócia (Official Scottish Albums)    | 15            |
| Spanish Albums (PROMUSICAE)           | 22            |
| Suíça (Schweizer Hitparade)           | 6             |
| Reino Unido (Official Albums Chart)   | 35            |
| US Billboard 200                      | 3             |